# Janiralata tricornis
Janiralata tricornis är en kräftdjursart som först beskrevs av Henrik Nikolai Krøyer 1847.  Janiralata tricornis ingår i släktet Janiralata och familjen Janiridae. Inga underarter finns listade i Catalogue of Life.